# Illinois Watch Company
La Illinois Watch Company fue fundada el 23 de diciembre de 1870, en Springfield (Illinois), por John C. Adams, John Whitfield Bunn (1831-1920), y varios socios financieros adicionales. Veinte años después, Jacob Bunn Jr., (1864–1926) tomó el control de la compañía y la dirigió hasta su muerte en 1926. El apellido de la familia Bunn se utilizó en su cronómetro ferroviario más famoso, el "Bunn Special" de Illinois.
La empresa fue vendida a la Hamilton Watch Company entre 1927 y 1928, y dejó de fabricar relojes en los EE. UU. a mediados de la década de 1930.

## Historia

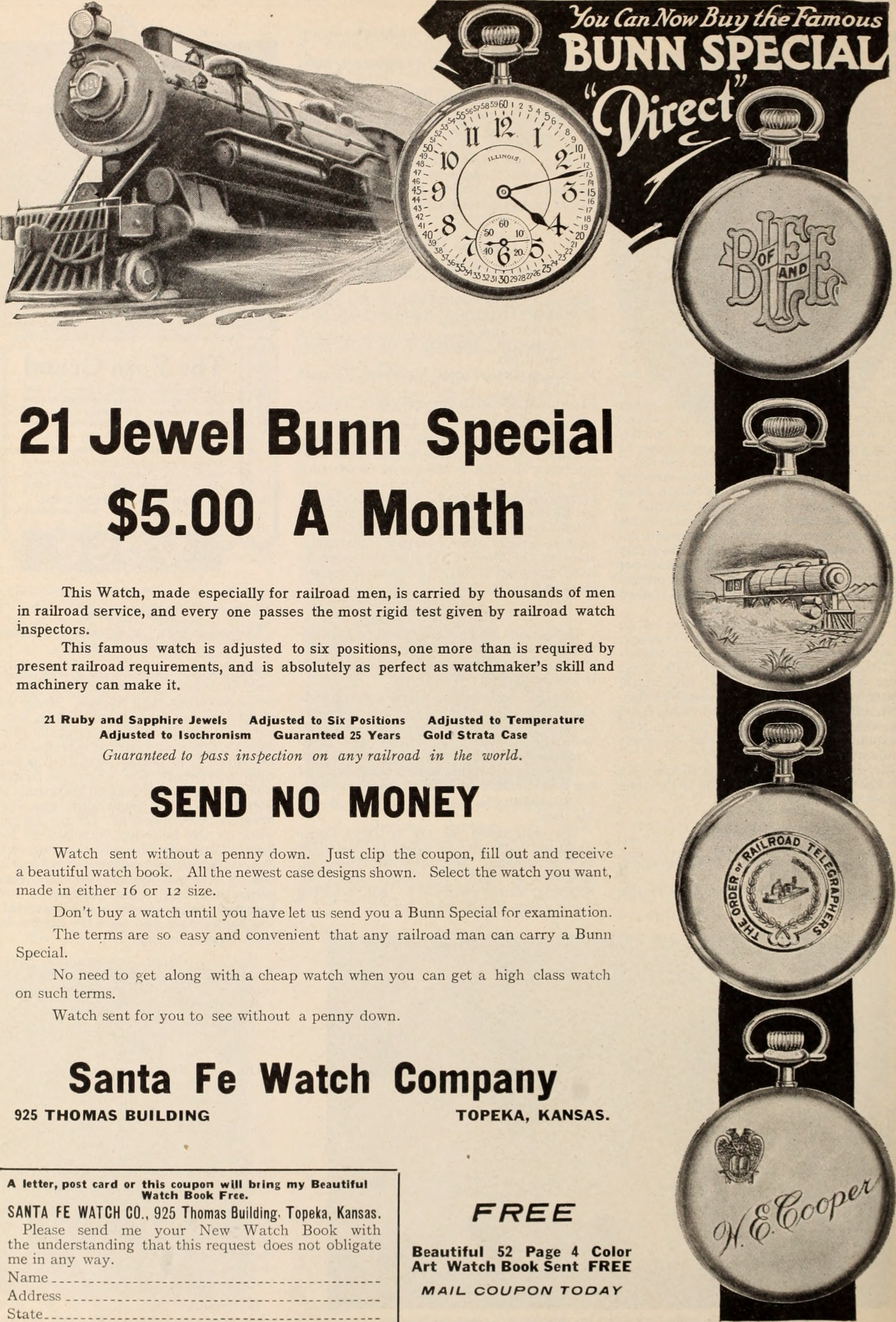
Anuncio de la marca (1920)

La historia de la Illinois Watch Company está formada por tres capítulos institucionales distintos:

### La Springfield Watch Company
La corporación fue fundada como la Springfield Watch Company por John C. Adams de Massachusetts, y John Todd Stuart, William B. Miller, Dr. George Pasfield, John Whitfield Bunn, John Williams y George N. Black, todos de Springfield, condado de Sangamon, Illinois. John Todd Stuart fue el primer presidente de la nueva corporación, que inicialmente había sido capitalizada con 100.000 dólares. William B. Miller fue el primer secretario. Los otros hombres nombrados constituyeron la Junta Directiva original de la Springfield Watch Company. En 1873, la corporación estableció una oficina corporativa en la ciudad de Nueva York. A fines del año 1872, la corporación había vendido aproximadamente 10.000 movimientos de relojes.

### La Springfield Watch Company de Illinois
La Springfield Watch Company atravesó graves dificultades financieras durante sus primeros años. En consecuencia, la corporación tuvo que someterse a una reorganización en 1877. Concretamente, en julio de 1877, la corporación cambió su nombre a "Illinois Springfield Watch Company". Erastus Newton Bates, el segundo presidente de la corporación, asumió la dirección ejecutiva de la empresa recién reorganizada hasta julio de 1878. La corporación nuevamente enfrentó una grave crisis financiera y tuvo que ser reorganizada.

### La Illinois Watch Company
La Illinois Springfield Watch Company se reorganizó en el otoño y el invierno de 1878 y pasó a llamarse "Illinois Watch Company" (el nombre final de la corporación). La dirección ejecutiva fue asumida por Jacob Bunn Sr. (1814-1897), un industrial de Illinois, financiero del sector ferroviario, reorganizador de ferrocarriles, mayorista de comestibles, comerciante a comisión, editor de periódicos, desarrollador de tierras, operador de carbón, asesor político y financiero, banquero y fabricante de cuerdas. Jacob Bunn era el hermano mayor de John Whitfield Bunn, y los dos se contaban entre los amigos más cercanos y aliados políticos del abogado y estadista de Illinois Abraham Lincoln, cuya carrera política fue financiada y gestionada en gran medida por los hermanos Bunn. Jacob Bunn Sr., supervisó el crecimiento constante de la nueva corporación, y bajo su administración el número de empleados de la empresa creció de 260 en el año 1879 a 400 en el año 1880. Jacob Bunn guio con acierto el crecimiento de la firma tanto en volumen de fabricación como en ingresos corporativos. En 1879, la corporación fabricó 33.285 movimientos de relojería, y en 1880 alcanzó los 47.065. En 1890, la empresa había establecido oficinas en Chicago, Nueva York y San Francisco. La corporación intervino de forma pionera en el desarrollo de la tecnología logística que sirvió para la aplicación del horario estándar de los ferrocarriles en todo el mundo. En su apogeo de rentabilidad, la Illinois Watch Company empleaba aproximadamente a 1.200 personas.

## Gerencia
Principal gobierno corporativo de la Illinois Watch Company:
1. Jacob Bunn (1814–1897): Presidente, reorganizador, Director, Presidente del consejo de dirección.
2. John Whitfield Bunn (1831–1920): Vicepresidente, Director.
3. Charles Smorowski: Secretario de la corporación.
4. Jacob Bunn Jr. (1864–1926): Vicepresidente, Presidente, Director, Presidente del consejo de dirección.
5. Henry Bunn: Vicepresidente, Presidente, Director, Presidente del consejo de dirección.
6. Benjamin Hamilton Feguson: Director, Vicepresidente, Presidente del consejo de dirección.
7. Frederic W. Morgan: Cajero general, Gerente de crédito.
8. Julius Armbruster: Vendedor general.

El fallecimiento de Jacob Bunn Jr. sumió a la Illinois Watch en el caos. En 1928, por una suma superior a cinco millones de dólares, la Illinois Watch Company fue comprada por la Hamilton Watch Company de Lancaster (Pensilvania) que continuó operando la fábrica bajo el nombre de Illinois y cambió el énfasis de la producción de los relojes de bolsillo a los relojes de pulsera. En 1932, la Gran Depresión obligó a Hamilton a cerrar la fábrica de Illinois, aunque mantuvo la posesión del nombre durante muchos años.

## Relojes de pulsera

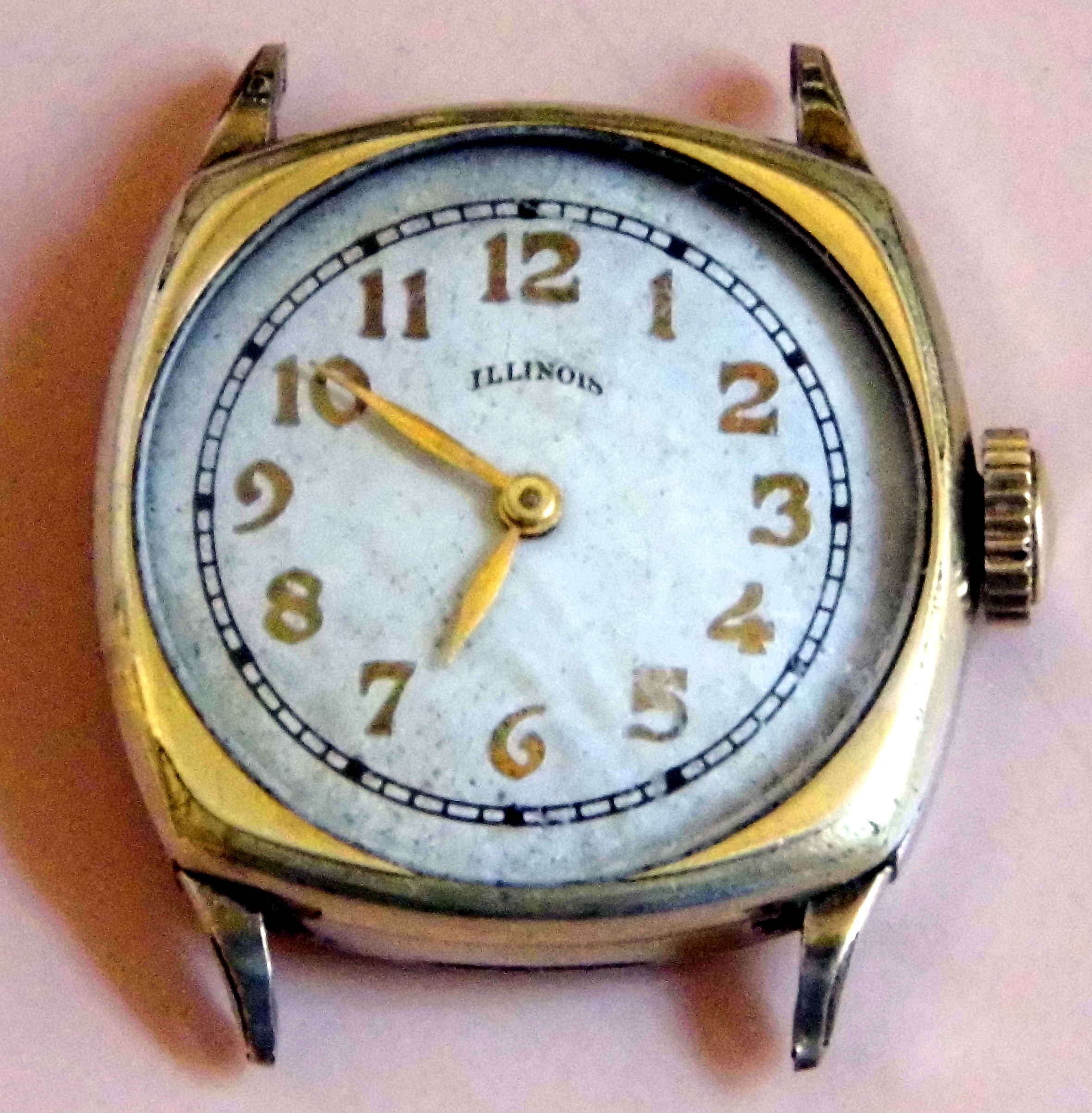
Reloj de pulsera de la Illinois Watch Company (hacia 1923)

La Illinois Watch Company tuvo cuatro "períodos" básicos de producción de relojes de pulsera. El primer período fue desde la década de 1910 hasta principios de la década de 1920, durante el cual la mayoría de los relojes de pulsera eran movimientos de reloj de bolsillo convertidos. Se fabricaron ejemplares de estilo militar para caballero, a menudo con diales de porcelana.
El segundo período, desde principios hasta mediados de la década de 1920, incluyó movimientos y diales que se vendieron para ser montados en cajas de joyería individualizadas. Eran principalmente movimientos pequeños de tamaño 6/0 con segundero en un dial secundario. Algunos movimientos también se montaron en la fábrica, utilizando cajas de reloj genéricas procedentes de diversas fuentes. Algunos de los modelos más conocidos de esta última categoría incluyen el Square Canby, el Square Cut Corner, el Cushion y el Whippet. Además, los movimientos más grandes de tamaño 3/0 se montaban en cajas de reloj en la propia fábrica para los modelos Champion, Special, Ace/Maxine y Atlantic.
A finales de la década de 1920, poco antes de que la Hamilton Watch Company tomara el control de la firma, Illinois comenzó a encargar sus propias cajas únicas para relojes de pulsera. La empresa montaba sus relojes en la fábrica, lo que marcó el comienzo de lo que muchos coleccionistas consideran la era dorada de la empresa, durante la que se fabricaron los mejores relojes. Los modelos incluyen el Picadilly, Major, Marquis, Chieftain, Ritz, New Yorker y Manhattan (el New Yorker venía con una correa de cuero, el Manhattan con una de metal), Jolly Roger, Viking, Wembley/Medalist, Speedway, Guardsman, Trophy/Westchester, la serie Beau (Beau Monde, Beau Geste, Beau Brummel y Beau Royale), el Mate y el Consul de oro macizo de 14 quilates de primera línea. Muchos coleccionistas consideran que The Consul es el mejor reloj de pulsera americano jamás fabricado. Los ejemplares con esferas plateadas de rayas originales, esferas en forma de estrella y con un segundero pequeño son especialmente codiciados. Algunos de estos modelos art déco también se ofrecían en oro de dos tonos (secciones de oro blanco junto con oro amarillo o verde), que también son muy codiciados y raros.
El cuarto período comenzó a principios de la década de 1930 y se caracteriza por la influencia de la corriente modernista en el estilo de las cajas. Muchos de estos relojes montaban un nuevo movimiento 207, tamaño 12/0 con 17 rubíes (de los que solo se fabricaron 40.000) e incluían diseños tan elegantes como el Futura, Chesterfield, Wentworth, Andover y el Rockliffe de 14 kt. Muchos de estos son muy similares a los relojes fabricados en ese momento por la Hamilton Watch Company.
Algunos movimientos Illinois del calibre 12/0 207 fueron terminados con el nombre Hamilton y utilizados en la serie 401 de relojes de pulsera Hamilton, que se lanzó en 1934 y recibió el nombre de exploradores famosos como Stanley, Livingstone, Byrd y otros. Muchos coleccionistas de Illinois también coleccionan estas piezas, ya que contienen movimientos derivados de movimientos fabricados por la Illinois. Se piensa que la Hamilton Watch Company compró la Illinois Watch Company simplemente para acelerar la producción de un movimiento de forma rectangular, pero este hecho no es seguro.
En la década de 1950, Hamilton ofreció una línea de relojes de pulsera Illinois y Hamilton-Illinois con movimientos de procedencia suiza. Estos relojes no tienen absolutamente nada en común con los "originales", excepto el nombre, y no se consideran coleccionables por los seguidores acérrimos de la firma Illinois. Se debe tener cuidado al comprar relojes Hamilton-Illinois en sitios de subastas, ya que muchos vendedores presentan erróneamente estos modelos de la década de 1950 como ejemplos de Illinois de la década de 1930 producidos por Hamilton.